# Zavirasz György
Zavirasz György (Zabira György, Georgios Zaviras, görögül: Γεώργιος Ζαβίρας) (Sziatiszta, Nyugat-Makedónia, 1744. – Szabadszállás, 1804. szeptember 19.) kereskedő és történetbúvár.

## Élete
Édesapja gyógyszerész volt. Szalonikiben nevelkedett és mint kereskedősegéd jött Magyarországra, Szabadszállásra, ahol letelepedett. Sokat megfordult Kalocsán és ott tudósok társaságában gyarapodott az ismeretekben. Későbbi években a külföldi egyetemeket is látogatta. 1795-ben kiadta Dimitrie Cantemir munkáját, a Cantacuzino-család történetét. Kéziratban hátrahagyta az újgörög írók életrajzát Konstantinápoly elfoglalásától fogva a legújabb korig és ezen kéziratát a pesti görög nem-egyesült egyházra hagyta és unokaöccsének, általános örökösének végrendeletileg meghagyta, hogy annak gyarapítására évenként 100 forintot és a könyvtár gyarapítására 50 forintot fordítson. Hamvai Kecskeméten nyugszanak.
Értékes és egyedülálló könyvgyűjteménnyel rendelkezett, melyet a Magyar Kurír így jellemezett: „Zabirával elvesztettünk olyan Bibliothekát, amelyben midőn hajdan néhai Római Birodalombéli Gróf és Korona őriző Teleki József ő Excellentziája be ment volna, azt mondotta: hogy ez a Helység (t. i. Szabadszállás) Városi Titulust érdemel ezért a Bibliothekáért..." A megmaradt könyvek és kéziratok végül 1995-ben Kecskemétre kerültek a Szent Miklós Alapítvány Görög Kulturális Centrumához.